# Noir (canción)
«Noir» (en hangul, 누아르) es una canción grabada por la cantante surcoreana Sunmi. Fue lanzado el 4 de marzo de 2019 por Makeus Entertainment como sencillo digital.

## Composición
«Noir» es una canción escrita por Sunmi y producida por El Capitxn. La palabra «noir» significa «negro» en francés. Fue descrita como una «fusión electrónica de retro dance con sintetizadores de ensueño, tambores disco y un 808 bass».

## Éxito comercial
Tamar Herman, de Billboard, describió la canción como una «canción pop cautivadora y de baja fidelidad, que es un gran desafío para tratar de vivirla en las redes sociales».

## Promoción
Sunmi interpretó «Noir» en M! Countdown el 11 de abril de 2019 y durante su gira mundial, Warning.

## Posicionamiento en listas
| Lista (2019)                                  | Mejor posición |
| --------------------------------------------- | -------------- |
| Corea del Sur (Gaon Digital Chart)            | 8              |
| Corea del Sur (K-pop Hot 100)                 | 9              |
| Estados Unidos (Billboard World Digital Song) | 3              |

| Lista (2019)                       | Mejor posición |
| ---------------------------------- | -------------- |
| Corea del Sur (Gaon Digital Chart) | 24             |

| Lista (2019)                       | Mejor posición |
| ---------------------------------- | -------------- |
| Corea del Sur (Gaon Monthly Chart) | 130            |